# Myriopholis macrorhyncha
Myriopholis macrorhyncha är en kräldjursart som beskrevs av Jan. Myriopholis macrorhyncha ingår i släktet Myriopholis och familjen Leptotyphlopidae. Inga underarter finns listade i Catalogue of Life.
Arten förekommer i norra Afrika, på Arabiska halvön och i angränsande områden av Asien. Honor lägger ägg.